# توزيع كوشي
في نظرية الاحتمالات والإحصاء، توزيع كوشي توزيع احتمالي مستمر سمي باسم الرياضي الفرنسي أوغستين لوي كوشي ويعرف في الأوساط الفيزيائية باسم توزيع لورنتز.

## الخواص

### دالة الكثافة
دالة كثافته الخاصة بتوزيع كوشي تعطى بالشكل التالي:
{\displaystyle f(x;x_{0},\gamma )={\frac {1}{\pi \gamma \left[1+\left({\frac {x-x_{0}}{\gamma }}\right)^{2}\right]}}={1 \over \pi }\left[{\gamma  \over (x-x_{0})^{2}+\gamma ^{2}}\right],}
أما بالنسبة لتوزيع كوشي القياسي حيث {\displaystyle x_{0}=0\,\!} و {\displaystyle \gamma =1\,\!} فتكون دالة الكثافة كالتالي:
{\displaystyle f(x;0,1)={\frac {1}{\pi (1+x^{2})}}.\!}
أما في الفيزياء. فإن دالة لورنتز تأخذ الصيغة التالية:
{\displaystyle f(x;x_{0},\gamma ,I)={\frac {I}{\left[1+\left({\frac {x-x_{0}}{\gamma }}\right)^{2}\right]}}={I}\left[{\gamma ^{2} \over (x-x_{0})^{2}+\gamma ^{2}}\right],}
انظر معامل لورنتز.

### دالة التوزيع
دالة التوزيع التراكمي لمتغير عشوائي يتبع توزيع كوشي تعطى بالشكل التالي:
{\displaystyle F(x;x_{0},\gamma )={\frac {1}{\pi }}\arctan \left({\frac {x-x_{0}}{\gamma }}\right)+{\frac {1}{2}}}